# Wybory parlamentarne w Danii w 1966 roku
Wybory parlamentarne w Danii w 1966 roku zostały przeprowadzone 22 listopada 1966. Wybory wygrała lewicowa partia Socialdemokraterne, zdobywając 38,2% głosów, co dało partii 69 mandatów w 179-osobowym Folketingu. Frekwencja wynosiła 88,6%.
| Partia                       | % głosów | liczba mandatów |
| ---------------------------- | -------- | --------------- |
| Socialdemokraterne           | 38,2%    | 69              |
| Konserwatywna Partia Ludowa  | 19,3%    | 35              |
| Venstre                      | 18,7%    | 34              |
| Socjalistyczna Partia Ludowa | 10,9%    | 20              |
| Det Radikale Venstre         | 7,3%     | 13              |
| Centroliberałowie            | 2,5%     | 4               |
| Partia Niepodległości        | 1,6%     | -               |
| Partia Komunistyczna         | 0,8%     | -               |
| Partia Sprawiedliwości       | 0,7%     | -               |
| Suma                         | 100%     | 179             |